# Калочаи, Геза
Ге́за Ка́лочаи (венг. Kalocsay Géza; 30 мая 1913, Берегово — 26 сентября 2008, Будапешт) — венгерский и чехословацкий футболист и футбольный тренер. Финалист Чемпионата мира по футболу 1934 года в Италии.

## Биография
Родился в 1913 году на нынешней территории нынешней Украины, в закарпатском городке Берегово, входящем в состав Австро-Венгрии.
В 1929—1932 играл за «Унион» из Берегово. Затем переехал в Чехословакию, где играл за пражскую «Спарту» до 1937 года. Выиграл Кубок Митропы в 1935 году. В 1937—1939 играл во французском «Олимпике». В 1939 вернулся в Венгрию, где играл за местные «Кишпешт» (1939—1940), «Ференцварош» (1940—1941) и «Уйпешт» (1941—1943).
Тренировал венгерские клубы «Дебрецен», «Гонвед» Шегеди, «Вашаш ИЗЗО» Будапешт, «Дожа» Печ, «Ференцварош», «Уйпешт Дожа», «Видеотон», МТК Будапешт, югославский «Партизан» из Белграда, бельгийский «Стандард», польский «Гурник» Забже, команды Франции, Алжира, Египта и Пакистана.

## Достижения
- Чемпион Чехословакии: 1935/1936
- Обладатель Кубка Митропы: 1935
- Финалист Кубка Франции 1938/1939
- Чемпион Венгрии 1940/1941
- Серебро Чемпионата Венгрии 1941/42